# Lit & Woke
Lit & Woke is een Nederlandse absurdistische stonerkomedie-webserie die op 10 maart 2022 op YouTube is uitgebracht. De serie is bedacht en geproduceerd door de Venlose filmmakers Kevin Boitelle en Allen Grygierczyk.

## Verhaal
De serie volgt de personages Tony en Mario, twee vrienden uit Amsterdam-Noord, die een YouTube-kanaal starten genaamd Stay Lit & Stay Woke TV. Op dit kanaal onderzoeken zij uiteenlopende onderwerpen, zoals complottheorieën, 5G, chemtrails, graancirkels en andere mysterieuze zaken. De hoofdpersonen worden neergezet als twee stoners die veel aannemen van wat zij horen en zien.

## Rolverdeling
De hoofdrollen in de serie worden vertolkt door Abel van Gijlswijk als Tony en Serghiño Neslo als Mario. Daarnaast bevat de serie gastrollen van diverse bekende Nederlandse acteurs en artiesten, waaronder:
- Akwasi - Mandeep
- Horace Cohen - Jeffrey
- Huub Smit - Wesley
- Nasrdin Dchar - Zichzelf
- Yousef Gnaoui - Karel
- Glen Faria - Karel's neef
- Jim Deddes - Da Webi-nar
- Freddy Tratlehner - Zichzelf
- Martijn Lakemeier - Nigel
- Maas Bronkhuyzen - Levi
- Chris Peters - Ronnie / Jurg
- Fuad Hassen - Wario / Allard
- Tim Haars - CameraRuud88
- Roos Dickmann -  CameraJuultje94
- Pepijn Lanen - Christian Bishop
- Hannah Hoekstra - Wopke
- Spacekees - BlazeDog360

## Productie
De productie van Lit & Woke is volledig onafhankelijk tot stand gekomen. Kevin Boitelle was verantwoordelijk voor het script en de regie, terwijl Allen Grygierczyk de rol van producent op zich nam. Voor de opnames werd een camera van tweeduizend euro aangeschaft, waarmee de gehele serie werd opgenomen. De serie werd in ruim twee jaar gemaakt zonder subsidies of financiële steun.
Na de productie werd Lit & Woke aangeboden aan diverse streamingdiensten en omroepen. Deze wezen de serie echter af, met als redenen dat de afleveringen te kort of te afwijkend waren. Hierdoor besloten de makers de serie zelf via YouTube uit te brengen.